# Queen’s Royal Hussars

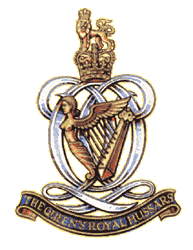
Mützenabzeichen der Queen’s Royal Hussars

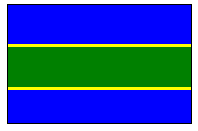
Tactical Recognition Flash der Queen’s Royal Hussars

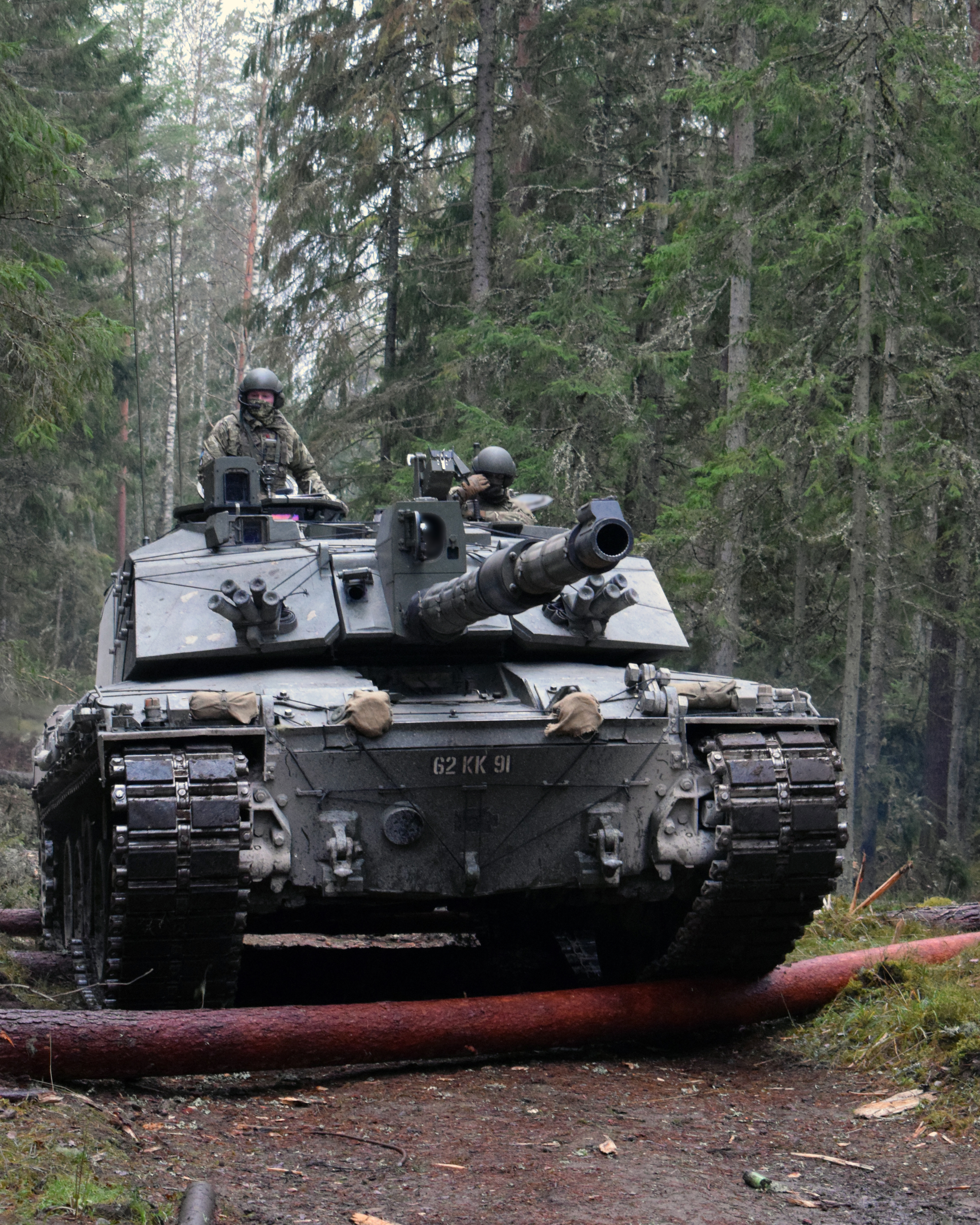
Challenger-2-Panzer der Queen’s Royal Hussars, 2020

Die Queen’s Royal Hussars (The Queen’s Own and Royal Irish) sind ein Kavallerieregiment der britischen Armee, das seit 1993 besteht und Teil des Royal Armoured Corps ist.

## Geschichte
Das Regiment wurde am 2. September 1993 gegründet, durch Verschmelzung der Queen’s Own Hussars mit den Queen’s Royal Irish Hussars. Das Regiment führt die Traditionen und Battle Honours seiner Vorgängerregimenter weiter. Es ist insbesondere mit Challenger-2-Kampfpanzern ausgestattet und Teil des Royal Armoured Corps.
Das Regiment war bei Gründung bis zum Jahr 2019 in Fallingbostel und Hohne in Deutschland stationiert. Im Januar 1996 wurde es mit der NATO-Implementation Force (IFOR) nach Bosnien verlegt und im August 1996 in Nordirland eingesetzt. Ab 1998 war das Regiment in Paderborn-Sennelager in Deutschland stationiert. Anfang 2001 entsandte das Regiment eine Schwadron mit der KFOR in den Kosovo. Es unternahm außerdem drei Einsätze 2004, 2006 und 2008 im Irak sowie einen 2011 in Afghanistan. 2012 trug es zur Sicherheit während der Olympischen Spiele in London bei. 2014 kehrte eine Schwadron des Regiments nach Afghanistan zurück, um britische Truppen beim Rückzug aus Camp Bastion zu verteidigen. 2019 verließ das Regiment Deutschland und ist seither in Tidworth in Wiltshire stationiert.

### Traditionslinien
| 3rd The King’s Own Hussars     | 3rd The King’s Own Hussars      | The Queen’s Own Hussars         | The Queen’s Royal Hussars (The Queen’s Own and Royal Irish) |
| 7th Queen’s Own Hussars        |                                 | The Queen’s Own Hussars         | The Queen’s Royal Hussars (The Queen’s Own and Royal Irish) |
| 4th Queen’s Own Hussars        | The Queen’s Royal Irish Hussars | The Queen’s Royal Irish Hussars | The Queen’s Royal Hussars (The Queen’s Own and Royal Irish) |
| 8th King’s Royal Irish Hussars | The Queen’s Royal Irish Hussars | The Queen’s Royal Irish Hussars | The Queen’s Royal Hussars (The Queen’s Own and Royal Irish) |

## Colonels
Colonel-in-Chief des Regiments waren:
- 1993–2002: Queen Elizabeth The Queen Mother
- 2002–2021: Prince Philip, Duke of Edinburgh
- 2023–heute: Prince Edward, Duke of Edinburgh

Colonel of the Regiment waren:
- 1993–1999: Major-General Richard Edward Barron
- 1999–2004: Major-General David John Malcolm Jenkins
- 2004–2009: Major-General Arthur George Denaro
- 2009–2014: Brigadier Andrew Bellamy
- 2014–2023: Lieutenant-General Sir Thomas Anthony Beckett
- 2023–heute: Brigadier Nicholas David Guise Cowley[1]